# Корі Больє
Корі Кінг Больє (англ. Corey King Beaulieu; 22 листопада 1983, Довер-Фокскрафт, Мен, США) — американський музикант, найбільш відомий як гітарист геві-метал-гурту Trivium. На живих виступах він також виконує бек-вокал, а іноді й соло-кричущий вокал.

## Раннє життя
Народившись в Довер-Фокскрафті, штат Мен, Корі — другий з двох суродженців у родині Больє. Його старша сестра, Сенді, живе в Мені та працює з конями. Він навчався у старшій школі Академії Фокскрофт та грав у гокей. Він є франко-канадського походження. Він навчався у старшій школі Академії Фокскрофт та грав у гокей. Він закінчив Університет Фулл-Сейл у 2003 році. Він закінчив Університет Повних Вітрил у 2003 році.

## Кар'єра
Больє почав грати на гітарі у віці 14 років, навчаючись у Білла Пірса в музичній школі Марка в Брюері, штат Мен. Він сказав, що Guns N' Roses вперше пробудили в ньому інтерес до рок-музики, але найбільший вплив на те, щоб стати музикантом, справив гурт Metallica. Його попросили приєднатися до гурту Trivium, коли він проходив пробу в ньому, після виходу їхнього першого альбому Ember to Inferno у 2003 році. Він виконав бек-вокал для гурту Taking Dawn у 2010 році. Пізніше, у 2011 році, Больє виконав запрошений вокальний партію у пісні «The Weakness Randomization» мейнського метал-гурту Rebirth To End.

## Обладнання
У минулому Больє використовував переважно гітари Jackson, такі як Jackson KV-2 з покриттям Black Ghost Flames (як видно на бонусному DVD Roadrunner United) та серію DX10D, іноді використовуючи гітари B.C. Rich Warlock та Blue Ibanez, доки Ріта Гейні, партнерка Даймбеґа Даррелла з 20-річним стажем, не подарувала йому та Меттові Гіфі кожну з фірмових гітар Даймбега Dean того ж року, що пізніше започаткувало трирічну співпрацю з Dean Guitars. Больє мав чорну 7-струнну Razorback V зі срібними фасками. У нього також була фірмова модель V. Ця V має металево-червоний колір з логотипом Trivium у вигляді кола, розміщеним між бриджем та грифовими звукознімачами, а також оснащена тремоло Floyd Rose Locking Tremolo та Seymour Duncan Dimebucker.
Він покинув Dean guitars влітку 2009 року, а пізніше підписав контракт з Jackson Guitars. Нещодавно його бачили на різних кастомних гітарах Jackson V, і він веде переговори з Jackson щодо розробки фірмової гітари. На зимовій виставці NAMM 2013 року Jackson офіційно представив фірмову гітару Beaulieu, доступну в 6- та 7-струнних варіантах, усі виготовлені в США.

## Дискографія

### з Trivium
- Ascendancy (2005)
- The Crusade (2006)
- Shogun (2008)
- In Waves (2011)
- Vengeance Falls (2013)
- Silence in the Snow (2015)
- The Sin and the Sentence (2017)
- What the Dead Men Say (2020)
- In the Court of the Dragon (2021)

### Гостьові партії
- Roadrunner United
- Metal
- Записав мелодійні гітарні партії та гітарні соло на студійному альбомі Ліззі Борден 2007 року Appointment with Death у треку "Abnormal".
- Dirge Within - Complacency (гостьове гітарне соло)
- Rebirth To Ends - The Weakness Randomization (нечистий вокал).[9]